# Chun’an
Chun’an (淳安縣 / 淳安县,  Chún’ān Xiàn) ist ein Kreis der Unterprovinzstadt Hangzhou, der Hauptstadt der Provinz Zhejiang in der Volksrepublik China. Er hat eine Fläche von 4.415 km² und zählt 328.957 Einwohner (Stand: Zensus 2020).

## Administrative Gliederung
Auf Gemeindeebene setzt sich der Kreis aus elf Großgemeinden und zwölf Gemeinden zusammen. 